# Eiszeit
Eiszeit (en español, "Era de Hielo") es el cuarto álbum de la banda alemana Eisbrecher, lanzado a la venta el 16 de abril de 2010 en Alemania, y el 8 de junio de 2010 en los Estados Unidos.

## Lista de canciones
| N.º | Título                 | Música          | Traducción            | Duración |  |
| 1.  | «Böse Mädchen»         | Pix, Plangger   | Chicas Malas          | 3:55     |  |
| 2.  | «Eiszeit»              | Verlage, Barwig | Era de Hielo          | 3:40     |  |
| 3.  | «Bombe»                | Pix, Max.S      | Bomba                 | 3:11     |  |
| 4.  | «Gothkiller»           | Pix             | Gótico Asesino        | 3:50     |  |
| 5.  | «Die Engel»            | Pix             | Los ángeles           | 3:36     |  |
| 6.  | «Segne deinen Schmerz» | Pix, Mas.S      | Bendice a tu Dolor    | 4:19     |  |
| 7.  | «Amok»                 | Pix/Max.S       | Locura                | 3:55     |  |
| 8.  | «Dein Weg»             | Pix             | Tu camino             | 3:46     |  |
| 9.  | «Supermodel»           | Pix             | Supermodelo           | 3:35     |  |
| 10. | «Der Hauch des Lebens» | Pix/Max.S       | El Aliento de la Vida | 4:09     |  |